# 北野工房のまち
北野工房のまち（きたのこうぼうのまち）は、神戸市中央区にあった「神戸ブランドに出会う体験型工房」である。2023年12月28日に閉館した。同施設のあった建物は現在閉鎖され、運営管理会社変更に伴い、改装後に新施設オープンの予定としている。以下は営業時の情報である。
「校舎の面影を極力残す事」をコンセプトに、旧北野小学校の校舎をリニューアルして1998年にオープンした。館内には神戸フランツ、神戸南京町皇蘭、亀井堂、といった神戸ブランドの著名店が20余り入居しており、販売を行っているほか、各店で革小物やアクセサリー、豚まん、パン等の製作を体験できる。

## 施設
- テナント数 19
- 講堂 405m2
- ギャラリー 80m2

## 建物概要
- 敷地面積 5,135m2
- 延床面積 1,950m2
- 所在地 〒650-0004 兵庫県神戸市中央区中山手通3丁目17－1

## ショップ
1階
- 亀井堂
- 神戸南京町 皇蘭
- 神戸紅茶
- 神戸フランツ
- Ju-c-100%
- ユーカリプティース
- 灘の酒蔵通り
- 神戸北野 旭屋精肉店

2階
- 和ろうそくkobe松本商店
- マッチ棒
- 北野カフェ
- 神戸靴工場
- 神戸クリスタル80
- ぱーるA&S
- ファーストピクチャ
- リトルクラフト神戸
- 和雑貨のお店 桜色
- 花ギャラリー&スクール フロージェ
- 帽子工房イフティアート

## 交通アクセス
- JR・阪神 元町駅 徒歩10分
- 神戸市営地下鉄西神・山手線 県庁前駅 徒歩10分
- 神戸市営地下鉄海岸線 旧居留地・大丸前駅 徒歩10分
- 山陽新幹線 新神戸駅 徒歩15分
- 阪急 神戸三宮駅 徒歩15分

## 周辺情報
- 北野町山本通
- 新神戸ロープウェー　北野1丁目駅
- 神戸市立布引ハーブ園
- 北野遊歩道
- 北野天満宮
- 港みはらし台
- 布引の滝
- 徳光院
- 相楽園
  - 旧ハッサム住宅
- 神戸外国倶楽部
- 神戸市水の科学博物館
- トアロード